# Собор Псковских святых
Собор Псковских святых — группа святых православных подвижников, связанных со Псковом. Празднование Собору Псковских святых в Русской Православной церкви переходящее, совершается в 3-ю Неделю по Пятидесятнице (третье воскресенье после Дня Святой Троицы) по юлианскому календарю.
Установлено 10 апреля 1987 года по инициативе митрополита Псковского Иоанна (Разумова) и по благословению патриарха Московского и всея Руси Пимена.
На иконе Собора Псковских святых новейшего времени, что находится в Псковском Троицком кафедральном соборе, изображены лики 90 угодников Божиих.

## Список святых
В Собор входят:
- Равноап. Ольга, в крещении Елена, вел. княгиня Российская (+ 969, память 11 июля)
- Прп. Судислав, в крещении Георгий, князь Псковский, Киевский, затворник (+ 1063)
- Блгв. Всеволод, в крещении Гавриил, князь Новгородский, Псковский, чудотворец (+ 1138, память 11 февраля, 22 апреля, 27 ноября)
- Прп. Нифонт Печерский, еп. Новгородский (+ 1156, память 8 апреля)
- Прп. Авраамий Мирожский, игум., чудотворец (+ 1158, память 24 сентября)
- Блгв. Евпраксия, в миру Евфросиния, княгиня Псковская, игум. (+ 1243, память 16 октября)
- Прмч. Василий Мирожский, Псковский (+ 1299, память 4 марта)
- Прмч. Иоасаф Снетогорский, Псковский, и с ним 17 иноков (+ 1299, память 4 марта)
- Сщмч. Иосиф Псковский, пресвитер (+ 1299)
- Сщмч. Константин Псковский, пресвитер (+ 1299)
- Блгв. Довмонт, в крещении Тимофей, князь Псковский (+ 1299, память 20 мая)
- Прп. Мария, в иночестве Марфа, княгиня Псковская, супруга св. Довмонта (+ 1300, память 8 ноября)
- Свт. Моисей Новгородский, архиеп. (+ 1362, память 25 января)
- Сщмч. Исидор Юрьевский и с ним 72 мчч., в Юрьеве Лифляндском от латин пострадавших (+ 1472, память 8 января)
- Прп. Васса Псково-Печерская, супруга прп. Ионы Псково-Печерского (+ 1473, память 19 марта)
- Прп. Иларион Псковоезерский, Гдовский (+ 1476, память 28 марта, 21 октября)
- Прп. Иона Псково-Печерский, иером. (+ ок. 1480, память 29 марта)
- Прп. Серапион Псковский, Спасо-Елеазаровский (+ 1480, память 15 мая, 7 сентября)
- Прп. Евфросин Псковский, Спасо-Елеазаровский, чудотворец (+ 1481, память 15 мая)
- Прп. Досифей Верхнеостровский, Псковский, игум. (+ 1482, память 8 октября)
- Прп. Савва Крыпецкий, Псковский (+ 1495, память 28 августа)
- Прп. Игнатий Псковский, Спасо-Елеазаровский (XV, память 15 мая)
- Прп. Марк Псково-Печерский (XV, память 29 марта)
- Прп. Памфил Псковский, Спасо-Елеазаровский (XV, память 15 мая)
- Прп. Харалампий Псковский, Спасо-Елеазаровский (XV, память 15 мая)
- Прп. Иоаким Опочский, игум. (+ ок. 1550, память 9 сентября)
- Блж. Тимофей Вороничский, пастух, Христа ради юродивый (+ после 1563, память 17 июля)
- Прмч. Вассиан Псково-Печерский, Муромский (+ 1570, память 20 февраля)
- Прмч. Корнилий Псково-Печерский, игум. (+ 1570, память 20 февраля, 29 марта)
- Блж. Николай Саллос Псковский, Христа ради юродивый (+ 1576, память 28 февраля)
- Прп. Никандр Псковский, пустынник, чудотворец (+ 1582, память 25 марта, 29 июня, 24 сентября)
- Прп. Онуфрий Мальский, Псковский (+ 1492, память 12 июня)
- Прп. Серапион Изборский, Псковский (XVI)
- Прп. Харитон Кудинский (XVI)
- Прп. Иоанн Псковский, затворник (+ 1616, память 24 октября)
- Прп. Лазарь Псково-Печерский, прозорливый, схимник (+ 1824)
- Прп. Корнилий Крыпецкий (+ 1903, память 9 июля, 28 декабря)
- Прп. Гавриил (Зырянов), Седмиезерский (+ 1915, память 24 сентября)
- Сщмч. Александр Гривский, иерей (+ 1918, память 11 октября)
- Сщмч. Пантелеимон Богоявленский, иерей (+ 1918, память 27 июля)
- Сщмч. Василий Триумфов, иерей (+ 1919, память 13 февраля)
- Сщмч. Гавриил Преображенский, иерей (+ 1919, память 13 февраля)
- Сщмч. Афанасий Кислов, иерей (+ 1937, память 10 сентября)
- Сщмч. Василий Розанов, иерей (+ 1937, память 14 ноября)
- Сщмч. Николай Дворицкий, иерей (+ 1937, память 6 ноября)
- Прп. Симеон (Желнин), Псково-Печерский, иеросхим. (+ 1960, память 5 января)